# Монто (Изер)
Монто (фр. Montaud) — коммуна во Франции, находится в регионе Рона — Альпы. Департамент коммуны — Изер. Входит в состав кантона Тюллен. Округ коммуны — Гренобль.
Код INSEE коммуны — 38248. Население коммуны на 2007 год составляло 550 человек. Населённый пункт находится на высоте от 400  до 1643  метров над уровнем моря. Муниципалитет расположен на расстоянии около 470 км юго-восточнее Парижа, 80 км юго-восточнее Лиона, 16 км северо-западнее Гренобля. Мэр коммуны — Pascale Poblet, мандат действует на протяжении 2008—2014 гг.
Динамика населения (INSEE):